# Зубовце (община Куманово)
 Тази статия е за кумановското село.  За положкото вижте Зубовце (община Врабчище).  
Зубовце или Зубовци (среща се и книжовната форма Зъбовци, изписвана до 1945 Зѫбовци, на македонска литературна норма: Зубовце; на албански: Zuboci) е село в Северна Македония, в община Куманово.

## География
Селото е разположено в областта Овче поле.

## История
В края на XIX век Зубовце е българско село в Кумановска каза на Османската империя. Според статистиката на Васил Кънчов („Македония. Етнография и статистика“) от 1900 година Зѫбовци е село, населявано от 266 жители българи християни.
Цялото християнско население на селото е под върховенството на Българската екзархия. По данни на секретаря на екзархията Димитър Мишев („La Macédoine et sa Population Chrétienne“) в 1905 година в Зубовци има 208 българи екзархисти.
При избухването на Балканската война 4 души от Зубовци са доброволци в Македоно-одринското опълчение.
Според преброяването от 2002 година селото има 57 жители, всички северномакедонци.